# François George
François George, né en 1947 à Sceaux (Hauts-de-Seine), est un écrivain et philosophe français.

## Biographie
Fils du géographe français Pierre George, il est influencé durant son enfance par l'idéologie communiste sous sa forme stalinienne. Il passe sa scolarité au lycée Lakanal à Sceaux, fait des études de philosophie puis passe un DES sous la direction de Vladimir Jankélévitch ; il échoue ensuite à l'oral de l'agrégation, mais est reçu au CAPES. Après une expérience de professeur, évoquée dans Prof à T., il devient secrétaire des débats à l'Assemblée nationale, ce qui lui permet de vivre à Paris. Dans les années 1970, il devient un proche de Jean-Paul Sartre et un ami d'André Gorz qui le fait entrer en 1969 aux Temps Modernes. Y écrivant sous le pseudonyme de Daniel Verrès sur des questions politiques et marxistes, il est présenté comme « joyeusement irrespectueux de toute autorité intellectuelle, décochant avec véhémence ses flèches antistaliniennes à partir d'un spontanéisme à la Cohn-Bendit ». En janvier 1980, il participe à l'émission de télévision Apostrophes avec Vladimir Jankelevitch et Blandine Barret-Kriegel. À peu près à la même époque, il est l'invité de Jacques Chancel dans son émission Radioscopie, pour parler notamment de son essai polémique sur Lacan et le lacanisme, L'Effet 'yau de poêle de Lacan et des lacaniens (Hachette, 1979).
François George est un auteur discret qui donne peu d'interviews et refuse de se faire photographier. Cultivant une certaine misanthropie envers ses contemporains[réf. nécessaire], après le succès de son Histoire personnelle de la France (Balland, 1983), il a mis un point d'honneur à choisir, pour les livres suivants, des éditeurs confidentiels, afin de ne pas être lu d'un large public[réf. nécessaire].
À l'instar de Romain Gary, il a recommencé une carrière littéraire sous un pseudonyme, Mathurin Maugarlonne, utilisé par la suite avec des variations (François-George Maugarlone ou Maugarlonne).

## Activités socio-littéraires
Membre du comité de direction de Temps modernes (1977-1981), il est codirecteur de La Liberté de l'esprit avec le Dr Michel-Pierre Haroche (1982-1988)
Il est le fondateur de l'Association des amis d'Arsène Lupin. Il signe ses publications afférentes sous le pseudonyme de Jean Rumain.
Aux éditions du Félin, où ont été publiés deux de ses ouvrages, il fait partie du conseil éditorial de la collection « Résistance », qui en relation avec l'association Liberté-Mémoire, réédite des ouvrages anciens sur ce sujet.
En 2009, il présente son livre sur les paysages de la France dans l'émission de Frantz-Olivier Giesbert Vous aurez le dernier mot aux côtés d'un camarade d'enfance, condisciple du lycée Lakanal, le chanteur Julien Clerc.

## François George et l'Internationale Situationniste (1965)
Après la parution de son premier livre Autopsie de Dieu chez Julliard en 1965, François George et son frère Jean-Pierre George auraient demandé à faire partie de l'internationale situationniste et auraient été rejeté, ce qui pourrait expliquer ses remarques ultérieures au sujet de Guy Debord : « minuscule parasite d'une immense imposture » et « pontifiant stalinien pataphysique »[réf. nécessaire] et même, « Debord, Jdanov au nez rouge » dans À la rencontre des disparus.

## François George et le lacanisme (1979)
En 1979, il publie chez Hachette un ouvrage polémique, intitulé L'Effet 'yau de poêle de Lacan et des lacaniens, dans lequel il entend démonter, non sans un humour caustique, la rhétorique de Jacques Lacan, la théorie et le discours lacaniens, qui à l'époque jouissaient d'une aura débordant largement la psychanalyse. 
Selon lui, cette fétichisation du discours et du signifiant ne repose que sur des jeux de mots et n'est que poudre aux yeux, révélant en fait « un discours du maître » et une « thérapeutique du pitre ». 
Le livre de François George apparaît en fait comme une description humoristique d'un séminaire lacanien typique des années 1970. L'auteur s'ést introduit dans un cercle qui se livrait à l’exégèse des écrits de Lacan. Son témoignage présente ce cercle comme une véritable secte au langage ésotérique, les « disciples » participant à une sorte de « rituel de parade » autour de la parole du Maître ; pris dans cette communication basée sur des mots-clés, des mots de passe et des signes de reconnaissance, qui fait que l'obscurité est prise pour de l'épaisseur, François George commente : « sans me comprendre moi-même, je parlais lacanien ». 
Annie Le Brun salue cet ouvrage et ce qu'elle considère comme une magistrale démystification de « la saga lacanienne », « une des plus prestigieuses réussites françaises dans la course à la crétinisation internationale. »

## Une intervention politique (2008)
Dans l'hebdomadaire Marianne du 11 mars 2008, il publie, sous le nom de François-George Maugarlone, une tribune, « Président de la République ? Non, chef d’une majorité », qui est à la fois un hommage à Pierre Sudreau et une critique de la dérive monarchique de la présidence de la République.

## Œuvres
- Autopsie de Dieu, Paris, Julliard, 1965
- Prof à T., Paris, Éditions Galilée, 1973 (première parution sous le titre : « Prof de philo à T... » dans Les Temps modernes, 1972, no 308 et 311-312)
- Pages du Grand dictionnaire Larousse du XIXe siècle, Paris, U.G.E., coll. « 10/18 », 1975 (choix de pages et présentation par François George)
- Deux études sur Sartre, Paris, Christian Bourgois, 1976
- La Loi et le phénomène : à propos d'un cas de possession littéraire, Paris, Christian Bourgois, 1978
- Pour un ultime hommage au camarade Staline, Paris, Julliard, 1979
- L'Effet 'yau de poêle de Lacan et des lacaniens, Paris, Hachette, 1979
- Souvenirs de la maison Marx, Paris, Christian Bourgois, 1980
- Histoire personnelle de la France, Paris, Balland, 1983
- Sillages : essais philosophiques et littéraires, Paris, Hachette, 1986
- Alceste vous salue bien, Lyon, La Manufacture, 1988
- Traité de l'ombre. Essai de skiagraphie, Éditions du Bon Albert, Nasbinals (Lozère), 2000 (sous le nom de François  Maugarlonne)
- À la rencontre des disparus, Paris, Grasset, 2004 (sous le nom de Mathurin Maugarlonne), réédition 2006, Le Livre de poche/Biblio (sous le nom de François-George Maugarlone)
- Le Concept d'existence. Deux études sur Sartre, Paris, Christian Bourgois, 2005 (sous le nom de François-George Maugarlone)
- Caverne Cosmos. Essai d'exploration, Paris, Éditions du Félin, collection Les marches du temps, 2006 (sous le nom de François-George Maugarlone)
- Plan de la nuit [réf. nécessaire]
- De Bonaparte et de l'exception de Gaulle [réf. nécessaire]
- La partie de miracles ou le freudien malgré lui ; Le Gonfalonier de Padirac ou les cocus en tous genres ; Le professeur d'instinct ou le cadavre imaginaire ; Les marxistes ou les ingénieurs de l'histoire ; Vu de l'Olympe, théâtre, Éditions de l'Amandier, Paris, 2007 (sous le nom de François-George Maugarlone)
- Retour à Merleau-Ponty, Paris, Grasset, 2007 (sous le nom de François-George Maugarlone)
- Plus sage est le vent, Paris, Grasset, 2007 (sous le nom de François-George Maugarlone)
- Histoire personnelle de la cinquième République, Paris, Librairie Arthème Fayard, 2008 (sous le nom de François-George Maugarlone)
- Présentation de la France à ses enfants, Paris, Grasset, 2009 (sous le nom de François-George Maugarlone)
- La Loi et le phénomène suivi de Les preuves de l'existence d'Arsène Lupin, Paris, Christian Bourgois, 2010 (sous le nom de François-George Maugarlone)
- La Physiologie des fantômes, Paris, Christian Bourgois, 2010 (sous le nom de François-George Maugarlone)
- Sources certaines, Paris, Grasset, 2011 (sous le nom de François-George Maugarlone)
- La traversée du désert de Mauriac, Pierre-Guillaume de Roux éditeur, 2011 (sous le nom de François-George Maugarlone)
- De nombreux autres livres, ayant été publiés sous d'autres pseudonymes encore non identifiés, n'ont pu être cités.

Ouvrages collectifs
- Enquête par un psychanalyste sur lui-même, Paris, Stock, 1981 (avec Gérard Mendel)
- Arsène Lupin, gentilhomme-philosopheur, Paris, Éditions du Félin, 1996 (avec André Comte-Sponville et autres auteurs)